# عبد الله محمد هزاع
عبد الله محمد هزاع عبد الله (ولد في 7 أغسطس 2000 في المحرق، البحرين) لاعب كرة قدم بحريني يجيد اللعب في مركز الوسط المحوري. يلعب حاليا لصالح البسيتين البحريني منذ 2019.